# HD104321
HD104321 — хімічно пекулярна зоря спектрального класу A4, що має видиму зоряну величину в смузі V приблизно  4,7.
Вона  розташована на відстані близько 356,1 світлових років від Сонця.

## Фізичні характеристики
Зоря HD104321 обертається 
досить швидко 
навколо своєї осі. Проєкція її екваторіальної швидкості на промінь зору становить  Vsin(i)= 71км/сек.

## Магнітне поле
Спектр даної зорі вказує на наявність магнітного поля у її зоряній атмосфері.
Напруженість повздовжної компоненти поля оціненої з аналізу
крил ліній Бальмера
становить   93,0±  53,0 Гаус.